# طوطی آوازخوان
طوطی آوازخوان یا طوطی آوازی (Geoffroyus heteroclitus) یک گونه از طوطی‌های خانواده طوطیان سبز است که در مجمع الجزایر بیسمارک و جزیره بوگنویل در پاپوآ گینه نو و در جزایر سلیمان به جز رنل یافت می‌شود. زیستگاه طبیعی آن جنگل‌های دشت نمناک نیمه‌گرمسیری یا گرمسیری است.